# Логоза (Логойський район)
Логоза — (біл. Лагаза), село (веска) в складі Логойського району розташоване в Мінській області Білорусі, є адміністративним центром Логозинської сільської ради.
Село Логоза розташоване в центральних районах Білорусі, у північній частині Мінської області - орієнтовне розташування [Архівовано 11 червня 2020 у Wayback Machine.].